# Абаоцзи
Абаоцзи (личное имя — Елюй Амбагай, храмовое имя — Тай-цзу; кит. 太祖; кит. 耶律阿保磯; ок. 872 — 926) — вождь племени киданей Ила-Абуги, император киданей с 907 года, основатель династии Ляо.

## Биография

### Ранние годы
Согласно легенде, когда мать Абаоцзи спала, то ей приснилось, что само солнце проникло в её лоно, отчего она и забеременела. В реальности отца Абаоцзи звали Ганьли (кит. 斡里) или Салади, он принадлежал к роду Елюй (Ели, Шили) — одному из трёх правивших кланов киданей, части племени дела (кит. 迭剌). Какое-то время Ганьли занимал должность илицзиня (по китайским источниками, возможно, от тюркского irkin — «правитель» или монгольского erkin — «главный») — военного вождя с судебными функциями; мать принадлежала к роду Сяо, который, вероятно, был уйгурским по происхождению. Семья Елюй кочевала в районе реки Шилимоли, что при переложении на китайский и дало «Елюй». При рождении его назвали Чоличжи (более позднее имя «Абаоцзи», возможно, является не именем, а титулом — искажённым монгольским «Абагай»). Кроме того, как и другие правители Ляо, он носил ещё и китайское имя И (кит. 億)Кидани считали, что его рождение было отмечено необыкновенными знамениями: были свет и необыкновенный аромат, ребёнок родился большим и говорил уже в три года. Бабушка очень полюбила его и стала прятать от других киданей.
Отец заставлял пленных китайцев учить Абаоцзи китайскому языку и письму, кроме того Абаоцзи умел говорить по-уйгурски и по-бохайски. Отличался крепким телосложением (9 чи, около 216 см.), необычным лицом — сужающимся книзу. Со временам стал прекрасным воином, мог натянуть самый тугой лук.

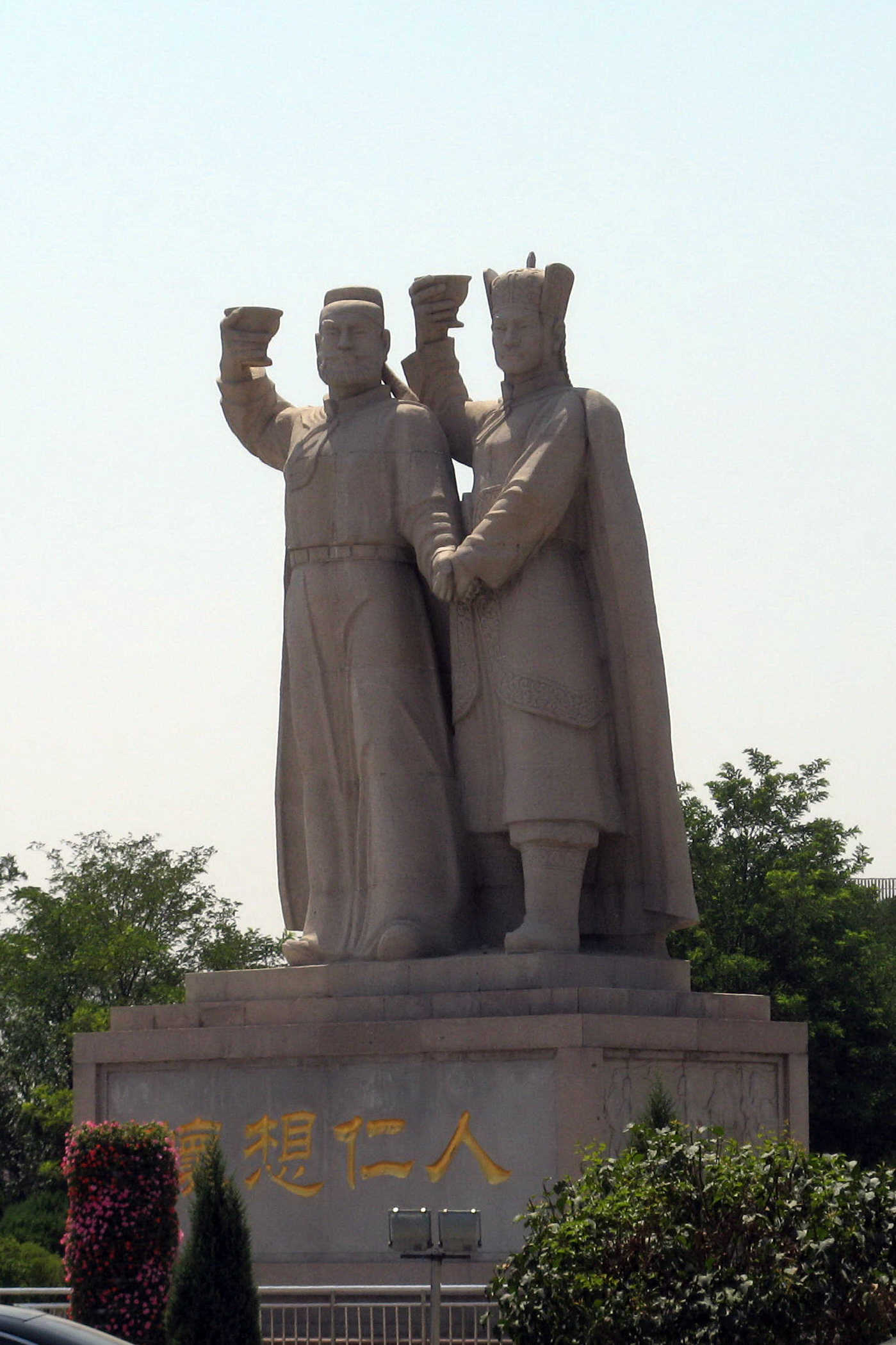
Статуя в Хуайжэнь, Шаньси, КНР, изображающая встречу Абаоцзи и Ли Кэюна в 907 году

Дядя Абаоцзи — Шилу занимал должность «юйюэ» второго лица в конфедерации киданей после кагана. Опасаясь усиления Шилу, который располагал преданной дружиной, вожди киданей убили его. В молодости Абаоцзи совершал со своей дружиной походы на соседние племена — си (покорил пять родов), шивэй (покорил семь родов), угу. Эти походы были успешными, и он получил повышение — его стали звать «тамажун сали». После победы над племенем си и племенем угу люди прозвали его Ачжусали (кит. 阿主沙裏).
Точно неизвестно, как именно Абаоцзи стал главой всех киданей. Согласно одной версии, кидани делились на восемь племён, каждое из которых возглавлялось своим правителем. Каждый из них по очереди также управлял всеми киданями, смена происходила раз в три года. Когда очередь дошла до Абаоцзи, он решил уничтожить эту традицию, но все вожди пошли против него. Тогда он пригласил своих противников на пир, и на нём его люди перебили остальных правителей. Другая версия утверждает, что Абаоцзи занял престол согласно завещанию предыдущего кагана киданей. Китайцы точных сведений о воцарении Абаоцзи не имели, поэтому в китайских источниках информация противоречива; в государстве же киданей эта информация относилась к разряду тайных.
В 901 году дядя Абаоцзи — Циньдэ (кит. 痕德, вар. Хэньдэ) стал очередным каганом. Он поставил племянника главным над отрядом воинов и сделал илицзинем. Каган предоставил Абаоцзи полную свободу в выборе способов ведения войны. Абаоцзи тут же напал на шивэй и уйгуров, захватив множество пленных. Правитель племени си Чжули укрепился в горах и перегородил ущелье стеной. Абаоцзи отправил к ним своего младшего брата Хэлу, который уговорил их объединиться с Абаоцзи против Китая.
Абаоцзи возглавил набеги киданей на Хэбэй и Хэдун осенью 902 года. Он захватил 95 000 пленников, девять городов и множество голов скота. В походах на Китай Абаоцз стремился не только захватывать пленников и ценности, но и приобретать подданных, умеющих строить города и развивать ремёсла.
В 903 году Абаоцзи уже носил титул «юйюэ», который до этого носил его дядя. В этом году он атаковал чжурчжэней и захватил их 300 семей. В это же время его отец стал расселять 7000 семейств из племени си среди киданей. Позже они были объединены в племя «си дела». Абаоцзи планировал сделать своего брата Хэлу их предводителем, но тот отказался.
Осенью 904 года Абаоцзи выступил в поход против шивэй. Лю Жэньгун, цзедуши округа Лулун, отправил несколько десятков тысяч воинов во главе со своим приёмным сыном Чжао Ба против Абаоцзи. Китайские войска встали недалеко от Датуна. Абаоцзи отправил Хэлу с половиной войск в засаду у горы Таошань. Пленный шивэец принёс Чжао Ба ложные сведения о войске шивэй, которое ждёт китайцев на равнине, чтобы общими силами разбить киданей. В результате, китайцы покинули свои позиции и направились на соединение. У горы Таошань кидани напали на них с четырёх сторон. Чжао Ба попал в плен, а его воины погибли. Вскоре кидани ударили по шивэй.
Летом 905 года Абаоцзи снова отправился в поход против шивэй. Ли Кэюн, тогда цзедуши Тайюаня, шатосец по происхождению, отправил к Абаоцзи известного переводчика для обсуждения возможного союза. Зимой Абаоцзи с 70 000 воинов прибыл в Датун, где заключил союз с Кэюном. На пиру они побратались и заключили союз против Лю Жэньгуна. Кидани напали на области, контролируемые Жэньгуном (его штаб находился в Пекине) и увели оттуда много населения. Военные действия продлились и в следующем году.
В начале 906 года Абаоцзи принял послов (они прибыли морем — в обход цзедуши) от правителя Кайфына Чжу Цюаньчжуна, который фактически контролировал центр распадающийся танской империи. Абаоцзи, который формально ещё не был каганом, получил письмо и подарки. В конце года кидани были заняты усмирением си и чжурчжэней.

### Восхождение на престол
Детали восхождения на престол Абаоцзи неизвестны (возможно, кидани забыли подробности, либо они были сознательно скрыты, поскольку Абаоцзи совершил переворот) и в разных источниках трактуются по-разному. Переход власти случился в самом начале (по китайскому календарю) 907 года.
К этому году Ляо ши относит формальное воцарение Абаоцзи. Он имел больше власти, чем каган Хэньдецзинь (кит. 痕德廑可汗) из рода Яонянь. Абаоцзи совершил возжигание хвороста и жертвоприношение Небу, возвестив о своём воцарении. Род Яонянь не смог ничего противопоставить Елюю Абаоцзи и признал его своим наследником. Кидани прибавляли, что Абаоцзи долго отказывался, и принял власть только после постоянных уговоров брата и других киданей.
Согласно Е Лун-ли, пробыв военным вождём 9 лет и покорив племена «желтоголовых шивэй», Абаоцзи столкнулся с требованием семи племён киданей уступить место другому вождю. Он согласился, но попросил оставить ему возможность жить со своим родом и пленными китайцами в городе Ханьчэн. По Оуян Сю пробыв 9 лет вождём, Абаоцзи заявил другим вождям, что собирается поселиться в завоёванном им городе Ханьчэн и снять с себя военную власть. Ханьчэн (кит. 漢城) — означает "Ханьский город, то есть город, построенный китайцами (пленными или беглыми) на землях киданей, отождествлялся с поселением в Чахаре под названием Шитоучэнцзы или Tsilon Balgasun (неясно отождествление с современными населёнными пунктами [где?]). Его жена Шулюй посоветовала мужу пригласить всех вождей на пир под тем предлогом, что Абаоцзи снабжал киданей солью из своего озера и теперь они должны угостить его на пиру. Вожди съехались, привезя вино и пригнав быков. Когда вожди напились, воины Абаоцзи вышли из засады и убили всех гостей.
Возможно, китайские историки ошибочно отнесли указанную резню к воцарению Абаоцзи, а на самом деле она произошла где-то в 916 году, когда он расправился с остатками недовольных. Абаоцзи также учредил должность тииня без чётких полномочий и назначил первым тиинем своего брата Лахэ (Сала).
С 907 года кидани стали воевать с Бохаем. Борьба продлилась около 20 лет.

### Борьба с братьями
Вместе с провозглашением Абаоцзи каганом, титулы получили его мать и жена — Шулюй. Двумя его помощниками стали Сяо Шала (из рода жены) и Елюй Олисы (из рода отца). Род Яонянь был объединён с родом Елюй в 10 кочевий. В начале 907 года власти киданей покорились 8 племён шивэй. Узнав о воцарении династии Лян, Абаоцзи отправил советника — мэйлао Паоху (кит. 袍笏梅老 — может быть попытка передать «богол мэйрэнь», то есть раб в должности военного чина или buiraq — приказный чин на уйгурском ) Летом прибыли послы из Лян (Гао Ци и Лан Гунюань) и объявили об отстранении от власти последнего императора Тан Чжао Сюаня, который был отправлен в ссылку и вскоре отравлен. Примерно в это же время старый враг киданей — Лю Жэньгун был свергнут и арестован собственным сыном — Лю Шоугуаном. Брат Шоугуана — Лю Шоуци (кит. 劉守奇) собрал несколько тысяч человек и бежал к Абаоцзи, который принял его и поселил где-то районе Лулуна.
Конец года ушёл на войну с шивэй.
В первый день 908 года Абаоцзи впервые устроил приём по китайскому обычаю — с заседанием чиновников, приёмом послов, поклонами. Елюй Сала был назначен тиинем с поручением заниматься делами ханского рода. Были отправлены послы Ли Цуньсюю с выражением соболезнований о смерти Ли Кэюна. К концу года относятся градостроительные начинания Абаоцзи: были построены, вероятно, китайскими пленными, башня и порт.
В следующим, 909 году прибыл посол от Лю Шоувэня, который ожесточённо сражался со своим братом Шоугуаном. Абаоцзи направил Сяо Дилу и одного из своих братьев с войсками на помощь. Совместными усилиями Шоугуан был отброшен. Летом Абаоцзи повелел китайцу Лань Чжигу построить храм и установить там памятную стелу с записями о подвигах кагана. Конец года ушёл на войну с шивэй.
В 910 году Сяо Дилу был назначен Северным канцлером, который ведал гражданскими делами киданей. С тех пор все Северные канцлеры назначались из рода императриц — Сяо, что ослабило местную киданьскую знать.
В 911 году каган отправился в поход против племени си (татабы), которое вскоре покорил. Младшие братья: Лагэ (кит. 剌葛), Дела (кит. 迭剌), Иньдиши (кит. 寅底石), Аньдуань (кит. 安端) замыслили мятеж, но жена Аньдуаня донесла об этом Абаоцзи в пятом месяце. Братья не были казнены, но Абаоцзи взял с них клятву больше не злоумышлять. Лагэ был назначен илицзинем племени дела, а жена Аньдуаня награждена титулом. Осенью прибыл посол из царства Янь Хянь Яньхуэй, он не поклонился Абаоцзи как верховному государю и был посажен в темницу. Хан думал сделать его рабом, но Шулюй убедила Абаоцзи поговорить с Яньхуэем. Хан убедился в его честности и уме, оставил при дворе и назначил советником по военным делам. Впоследствии Яньхуэй решил вернуться в Китай, там он посетил родителей, но потом решил вернуться к киданям. Абаоцзи дал ему киданьское имя Селе, что означало «снова пришедший назад» и назначил главным по гражданским делам. Яньхуэй организовал реформы, сделавшие Ляо полукитайским царством.
В начале 912 года Ли Бянь послал хану горючую смесь, которую кидани называли "мэн-хо-ю", это было зажигающееся масло, которое кидани могли бы использовать при штурме города Южчоу, но императрица отговорила мужа от поспешных решений. Осенью хан пошёл в поход против племени чжубугу, а Лагэ был отправлен против Пянчжоу (кит. 平州) на Ляодун. Вернувшись после захвата Пянчжоу, Лагэ снова соединился с Дела, Иньдиши, Аньдуань и поднял мятеж. Абаоцзи получил какие-то известия, поэтому братьям не удалось застать его врасплох и без армии и они повинились.
В 913 году, Дела и Аньдуань собрали 1000 всадников и отправились к Абаоцзи, который участвовал в ритуале ловли первой рыбы. Они хотели надавить на хана, чтобы он сделал Дела правителем татабов. Абаоцзи разгневался и Дела с Аньдуанем были арестованы, а их воины распределены среди победителей. Лагэ собрал войска и перешёл поближе к татабам и стал готовиться к объявлению себя ханом. Войска Лагэ стали разбегаться и он решил отправить Иньдиши с воинами спалить ставку Абаоцзи, пока он не вернулся. Иньдиши захватил знамя и барабан хана, остальное воины, охранявшие ставку, отбили их обратно. Абаоцзи не торопился атаковать Лагэ, но пообещал своим сторонникам, что в случае победы имущество и люди брата будут распределены среди победителей. В борьбе Абаоцзи опирался на свою гвардию и союзные племена шивэй и тухунь. Крупнейшие племена киданей — дела и «или» выступили против него. Лагэ стал отступать, но лёгкая кавалерия Абаоцзи захватила его обоз. Лагэ преследовали пять генералов Абаоцзи во главе с Дилигу.
Дилигу оставил себе небольшой отряд в качестве авангарда армии и пошёл против Лагэ. Младший брат Дилигу застрелил подряд десять воинов Лагэ и к вечеру его войска дрогнули. Лагэ стал отступать, но у реки Саньхэ его нагнала киданьская армия. Лагэ потерял обоз, его воины стали переходить на сторону Абаоцзи. Иньдиши сдался на милость хана и пришёл в разорванной одежде, сам связав себе руки. Динянь захватил Лагэ и его сообщника Нелигуня. Они также явились к Абаоцзи, связав себя. Подавление мятежа отняло около 2 месяцев. Примерно в этом же году кидани покорили близкородственный им народ кумоси. Около 6000 киданей были наказаны тем или иным способом. В середине года один из тюремных служащих принёс Абаоцзи пыточные инструменты с тем, чтобы испытать их на мятежниках, но хан приказал казнить его как заведомого злодея. Нелигунь был вынужден покончить с собой, спрыгнув со скалы. Одного киданя — своего приёмного сына, Абаоцзи лично застрелил из лука, за то, что тот присоединился к мятежникам. Осенью в столице хан казнил 29 человек и отдал их семьи в рабство своим генералам. Многие вынуждены были платить штрафы, других продали в рабство. Хань Чжигу был назначен главой администрации, а Цзилигу хан поручил ловить и возвращать беглецов.
В начале 914 года к хану был приведено 17 простолюдинов из мятежников. Главаря-лавочника хан приказал казнить, остальных наказали палками и отпустили. Хан нашёл, что зачинщиком мятежа был Лагэ, а помогал ему Дела. Хан не решился их казнить, жалея как младших братьев, но наказал палками. Иньдиши и Аньдуань были сочтены простыми участниками и отпущены из темницы. Жена Лагэ была казнена, та же участь ждала двух его ближайших слуг. В конце лета было поймано ещё свыше 300 человек и все они были казнены. Хан говорил, что не желает никого казнить, но если этим людям дать волю, то они погубят государство.
Зимой был собран съезд всех вождей киданей у озера Ляньхуа, где вожди подтвердили своё согласие на подчинение кагану. В начале 915 года отложилось племя Угу, но кидани быстро вернули их к повиновению. В середине года к киданям переселилось 3000 человек во главе с бывшим чиновником из нынешнего Пекина. Абаоцзи с радостью принял и расселил их, а вождю дал имя Уюй и отправил заведовать амбарами, хотя впоследствии он бежал к Чжоу Дэвэю, который не стал его выдавать. Абаоцзи отправился с войском на берега Амноккана, где провёл «обряд первой рыбы». В конце года к нему в лагерь прибыли послы из государства Силла и привезли подарки, включая отличные мечи корейского производства.
В итоге Иньдиши был убит подосланным убийцей, Лагэ в 917 году попытался бежать в Китай и был убит в дороге. Дела (создатель киданьского письма) в 918 году тоже попытался бежать в Китай, был пойман, но прощён по просьбе родни. Аньдуань был наказан битьём палками и прощён, прожив остаток дней в ссылке.

### Провозглашение Абаоцзи императором
Покончив с мятежниками, в 916 году Абаоцзи повысил свой титул. 9 апреля 916 года на большой церемонии после принесения жертв Небу (и длительных уговоров свиты во главе с Елюем Хэлу) Абаоцзи получил титул «Великого священномудрого и Великого просвещённого небесного императора» (кит. 大聖大明神烈天皇帝). Был объявлен первый девиз царствования — «Шэньцэ» («Пожалование божеством мандата на титул»). Примерно в эти годы Абаоцзи основал столицу своего государства (на территории современного хошуна Байрин-Цзоци городского округа Чифэн в автономном районе Внутренняя Монголия КНР). Государство стало называться «Цидань-го», то есть «Государство киданей».
Елюй Хэлу был провозглашён илицзинем и юйюэ, став вторым лицом у киданей после Абаоцзи. Елюй Туюй был объявлен наследником престола.
Скорее всего, поначалу Абаоцзи рассчитывал получить признание от Лян в качестве императора, но, не добившись своего, отказался от этих планов. В связи с продолжающейся смутой в Китае к киданям бежали многие военные из Хэбэя .

### Завоевания Абаоцзи
В 915 году войска киданей появились на берегу Амноккана, где Абаоцзи отметил праздник «первой рыбы». Корейские царства прислали свои посольства с подарками.
В конце 916 года Абаоцзи совершил большой военный поход, в результате которого под властью киданей оказалась обширная территория — вся юго-восточная часть современной Монголии и прилегающие области автономного района Внутренняя Монголия КНР. Кидани атаковали тюрков, тогонцев, тангутов, сяофаней, шатосцев. Кидани захватили 15 600 семей пленных, 90 000 единиц брони и оружия, скота и ценностей бессчётное количество. Далее Абаоцзи напал на Шочжоу и захватил Ли Сыбэня одного из генералов Ли Цуньсюя. На месте битвы была поставлена памятная стела. Абаоцзи продолжил продвижение в районе Датуна и убил около 14 000 неприятелей.
В начале 917 года Лу Вэньцзинь, комендант Синьчжоу, убил Ли Цунцзюя, одного из братьев Ли Цуньсюя и бежал к Абаоцзи. Кидани осадили город Синьчжоу (ныне Чжанцзякоу) и, когда из него бежал новый комендант, кидани отдали город одному из офицеров Вэньцзиня — Лю Иню. Следующий целью Абаоцзи был округ Ючжоу, недалеко от Пекина. Чжоу Дэвэй, местный цзедуши, выступил навстречу киданям. Хан победил, полегло около 30 000 цзиньских воинов, хан осадил Ючжоу. Вэньцзинь научил киданьских воинов основам осадных работ: рытью подкопов, возведению насыпей. Неумелые в осаде кидани теряли много людей каждый день. Наступило лето; испугавшись наступающий жары, Абаоцзи решил отвести большую часть войска. По версии Е Лун Ли: подоспели войска Ли Цуньшэня и совместно с гарнизоном города прорвали осаду. Около города остались генералы Хэлу и Лугуюн. Лагэ воспользовался отсутствием кагана и вместе с сыном, перебежал к китайцам в Ючжоу. Ли Цуньсюй, будущий император Поздней Тан, собрал войска и осенью прогнал немногочисленных киданей.
В следующем году Абаоцзи занимался приёмом послов. Новый мятеж против Абаоцзи случился в 918 году. Его возглавил младший брат императора по имени Шэлэ Або (другое имя Делегэ), носивший титул «Великий Северный князь». Император помиловал (он год просидел в тюрьме) Шэлэ Або, но определил, что вместо него с собой должна покончить жена Иньдиши по имени Нэлигунь, которую хан не любил. Она повесилась, и Шэлэ Або освободили. Рядовые участники заговора — раб Нюйгу и Хэлучжи были похоронены заживо. Шэлэ Або бежал к Ли Цунсюю. В середине года умер Хэлу, на тот момент юйюэ, перед смертью он уговаривал кагана разделить племя дела на части. Бохайцы пытались заключить мир с Абаоцзи ещё в 918 году, но уже в следующем году Абаоцзи захватил земли по реке Ляохэ. На приобретённых землях был восстановлен город Ляоян, официально названный Дунпинцзюнь и заселённый бохайцами и китайцами.
Хан начал 919 год с новых назначений в связи со смертью Хэлу и Сяо Дилу — северного цзайсяна. Также были вызваны мастера для починки городской стены Ляояна и привезены люди из Китая и Бохая для заселения опустевшего города. Осенью хан возглавил поход против племени уго. Несмотря на дурные предзнаменования в виде дождя со снегом, Абаоцзи убедил воинов, что его молитвами небо прекратило бурю. Авангард киданей разбил уго и захватил 14 200 пленных, 200 000 лошадей и много других трофеев. Всё племя покорилось.
В конце 920 года киданьские войска под командованием Туюя совершили удачное нападение на Китай, вынудив переселиться, вместе с семьёй и подданными, цзедуши Цзун Яо из города Тяньдэ.
В начале 921 года Абаоцзи, после некоторых колебаний и уговоров, согласился назначить Елюя Су на пост южного цзайсяна. Летом Абаоцзи издал уголовные законы и утвердил инструкции для чиновников. К концу года шаткое положение сложилось в Чжэнчжоу: правитель города Ван Жун был убит своим военачальником Чжан Вэньли. Вэньли вёл переговоры одновременно с киданями с Лян. В 921 Ли Цунсюй, разгневанный вероломством Вэньли, выступил против него в поход, Вэньли от огорчения умер. Правитель соседней области — Динчжоу по имени Ван Чучжи испугался за своё положение и решил привлечь киданей на свою сторону. В конце года командир «северной горной конницы» государства Цзинь по имени Ван Юй (побочный сын Ван Чучжи) прибыл в ставку Абаоцзи и предложил ему занять Чжэнчжоу, пока туда не добрался Ли Цунсюй. Хотя императрица Шулюй отговаривала Абаоцзи от войны в Китае, хан собрал войско и вместе с Ван Юем отправился в Чжэнчжоу. В начале кидани взяли, после 10-дневной осады, Чжочжоу. Таким образом, кидани взяли проход Юйгуань, который предоставлял им отличную возможность для быстрого выхода на северо-китайскую равнину. Кидани стали захватывать городки в окрестностях Пекина и переселять население на север. Следующей целью киданей стал Динчжоу. Сын правителя Ван Ду решил обратиться за помощью уже к Ли Цунсюю. Ли Цунсюй спешно перевёл войска в Динчжоу. Ли Цунсюя сопровождало 5000 отборных всадников; он встал лагерем к северу от Синьчэна в тутовой роще. Около половины войск было выслано вперёд. Увидев авангард Ли Цунсюя, Абаоцзи отступил к Ванду. В Ванду Цунсюй натолкнулся на засаду из 5000 киданьских всадников под командованием Тунэя и попал в окружение. Подоспевшие 300 всадников Ли Сычжао смогли прорвать окружение и вывести Ли Цунсюя, но бой не затихал. В конце концов, кидани были отброшены. Попытка отправить 200 всадников для захвата самого Абаоцзи окончилась провалом, они сами были пойманы киданями. У Танчжоу киданьские войска были отброшены, и Абаоцзи предпочёл повернуть на север, забрав с собой местное население. Согласно "Истории народа киданей" Е Лун-ли, Ли Цунсюй понял, что ему не победить киданей, когда увидел брошенный киданями лагерь: те оставили место лагеря в таком порядке — даже солома была аккуратно собрана, что было видно неукоснительное соблюдение военных законов.
В начале 922 года хан провозгласил эру Тянь-цзань (кит. 天贊), небесное покровительство). Использовав начало года для отдыха и внутренних дел, хан приступил к осаде Цзычжоу и вскоре взял его, захватив вместе с комендантом. Другие киданьские отряды, под началом Кан Му-хэна сражались против войск Ли Цуньсюя, который атаковал Чжана Вэньли, правителя нынешнего Чжэндина. Вэньли добился некоторых успехов; в бою погиб Ли Сычжао, возглавлявший наступление. В середине года лёгкая конница киданей совершила набег на юго-западные племена, причём вся добыча была роздана беднякам. В том же году Абаоцзи разделил слишком сильное племя дела на северных и южных дела, во главе с илицзинями Сенечи и Гуаньсы соответственно. Елюй Яогу был назначен «Главнокомандующим войск Поднебесной».
В начале 923 года Яогу взял Пинчжоу вместе с губернатором, прибывший затем Абаоцзи переименовал округ в Лулун и назначил туда цзедуши. Следующий целью Яогу стала провинция Ючжоу, войска местного цзедуши Фу Чунсиня были разбиты. Абаоцзи отправил послов в новообразованную Позднюю Тан с требованием передать ему Ючжоу. Вскоре Цюйян и Пекин были захвачены киданями, но Яогу повернул войска, и вернулся не оставляя гарнизонов. Поход на восточный берег Ляохэ (против Бохая) в 923 году не принёс результатов.
В 924 году бохайцы сами осуществили нападение на Ляонин и, убив киданьского наместника Чжан Шоуси (кит. 張秀實) угнали в плен население. В середине года Абаоцзи собрал семью и предводителей киданей и после весьма отвлечённой речи сообщил, что чувствует приближение своего конца и предсказал, что умрёт через 3 года в 1-й осенний месяц. Абаоцзи сказал, что считает своим долгом покарать племена тухуней, дансянов, цзубу (кит. 阻卜), то есть тибетоязычные племена на юго-западе и монголоязычных кочевников на западе-северо-западе. Яогу сопровождал отца. Часть киданьских войск блокировала и громила горные племена. Елюй Су и Дели отправились против цзубу. Абаоцзи атаковал племя хумусы. Елюй Яогу был поставлен командовать частями киданьской армии в западном походе: его войска пересекли Гоби и захватили Иншань и Северо-восточный Ордос. Завоевания киданей в Центральной Азии были завершены к 924 году. Кидани захватили руины «старого уйгурского города» — скорее всего Хара-Балгаса. Другая армия была отправлена в Ганьсу и против уйгурских княжеств. Часть киданьских войск продолжила тревожить округ Юйсянь, но была отражена Ли Сыюанем.
В первой трети 925 года Абаоцзи, разгромил неназванные племена южных варваров в горах и торжественно вернулся в ставку. В конце года Абаоцзи объявил, что из двух оставшихся в его жизни дел одно закончено: западные племена усмирены, теперь настала очередь восточных.
В 925 кидани собрали огромную армию не только из своих воинов, но и покорённых народов и союзников для нападения на государство Бохай. Кроме киданей к войску присоединились уйгуры, силланцы, тибетцы, дансяны, шивэй, шато, угу. В начале 926 года ляоская армия подошла к городу Фуюйчэн (ныне Наньгуань) и захватила его за 3 дня. Спустя шесть дней армия бохайцев во главе с канцлером (сян) была разбита 10 тысячами киданьских всадников под командованием Аньдуаня. Ночью кидани начали окружение бохайской столицы — Хуханьчэна (ныне Нинъань) и бохайский ван Да Иньчжуань капитулировал. Абаоцзи отпустил вана, но тот поднял восстание через 6 дней. Кидани, вошедшие в город (в их числе были домашние слуги Абаоцзи) были убиты.
Абаоцзи снова разбил бохайцев. На этот раз столица была захвачена. Ван и его супруга были арестованы и отправлены на поселение в нынешний хошун Байрин-Цзоци. В качестве имён им были даны клички коней Абаоцзи и его жены. Соседние народы (корейцы, веймо, тели) и не захваченные ещё области Бохая поспешили выразить свою покорность Абаоцзи. Сказав, что прибрежная страна не мила ему, Абаоцзи оставил там наместником своего старшего сына и решил вернуться на родину.
Многие бохайцы не смирились с властью киданей и убежали в Корё. Вскоре сыновьям и братьям Абаоцзи пришлось подавлять многочисленные восстания бохайцев в разных областях. В 926 году восстания в областях Аньбянь, Моцзе, Динли были подавлены Елюй Аньдуанем за 2 недели. Через два месяца Ньньхай и Динли были умиротворены за 36 дней войсками Дэгуана. Яогу также участвовал в подавлении мятежей. Восстания продолжались и после отхода основной части киданьских войск. Сам каган переехал в Синьчжоу для встречи с послом нового императора Ли Сыюаня — Яо Кунем. Когда посол поведал об убийстве Ли Цуньсюя, Абаоцзи стал оплакивать его и корить себя, что из-за войны с Бохаем кидани не сумели помочь императору, «сыну побратима» Абаоцзи, то есть Ли Кэюна. Кроме прочего, Абаоцзи сказал послу, что сносно говорит по-китайски, но не делает этого прилюдно, опасаясь, что воины станут подражать китайцам и станут «трусливыми и слабыми». Присутствовавший на приёме Елюй Туюй осторожно, через древнекитайскую поговорку, намекнул послу, что Ли Сыюань, хоть и не мог предотвратить убийства, ловко воспользовался его последствиями. Абаоцзи приказал сыну быть повежливей с послом и сказал, что для установления мирных отношений Сыюань должен уступить Абаоцзи все земли на северном берегу Хуанхэ. Посол ответил вежливым отказом и Абаоцзи бросил его в тюрьму. Между тем Яогу подавил мятеж Вэй Цзюня в Течжоу.
Кидани создали на месте Бохая вассальное государство Дундань. Во главе Дундань был поставлен старший сын Абаоцзи — Туюй, который не выражал желания править бохайцами. Возможно, тем самым первенец Абаоцзи был отстранён от наследования отцу-императору в пользу Яогу, которого Шулюй желала видеть на престоле. Возможно, кидани не стали включать Бохай в состав Ляо, поскольку к тому времени они ещё не обладали достаточным административным аппаратом для управления централизованным государством с земледельческим населением.

## Административные, хозяйственные и военные реформы
В 910 году у киданей появились канцлеры (кит. цзайсян), первым канцлером стал старший брат императрицы. Впоследствии цзайсяны назначались именно из рода императрицы, власть тииней и юйюэ постепенно ослабла.
Другой важной реформы стало создание сувэйцзюнь — «войска, охраняющего ставку» — личной гвардии кагана, набранной из 2000 лучших молодых воинов всех восьми племён. Первым командиром стал Елюй Хэлу.
Абаоцзи, ещё до прихода к власти, привлекал к себе китайцев частью из пленников, частью из перебежчиков. Хань Яньхуэй, беглец из Хэбэя и бывший императорский советник, организовал на землях киданей китайские поселения с администрацией, стенами, торговлей и земледелием. Где-то после 902 года был основан первый китайский город — Лунхуачжоу.
На бохайских землях было организованно зависимое от Ляо государство Дундань. Оно формально имело своих ванов, календарь, девиз правления, самостоятельно отправляло послов в Китай и Японию. Министерские должности были поровну разделены между бохайцами и киданями. Ван Дундань был обязан прибывать на вызов императора Ляо и платить дань: 50 000 кусков тонкого полотна, 100 000 грубого полотна и 1000 лошадей.

## Религиозная политика
Абаоцзи стал официально покровительствовать буддизму и способствовал его распространению среди киданей. В 912 году кидани привели из набега на Хоу Лян 50 буддийских монахов, весьма учёных. Для них был построен храм Тяньсунсы, где в числе реликвий хранился портрет самого Абаоцзи.
В 916 году был построен храм Конфуция. Интересно, что подтолкнул императора к этому шагу старший сын — наследник, который был заинтересован в распространении китайской традиции наследования престола от отца к сыну, вместо киданьской родовой — от одного брата к другому. В 918 году Абаоцзи спрашивал придворных: кого из богов и духов следует почитать первым? Придворные сказали, что Будду, но царевич Туюй доказал, что Конфуций почитаем в Срединном государстве (Китае) в течение «10 000 поколений» и его стоит почитать первым, с чем и согласился хан.
У самого императора были некоторые духовидческие способности, так в 915 году он наяву видел духа Цзюнцзи-Тайи (кит. 君基太一) и зарисовал его облик.

## Создание письменности
По приказу Абаоцзи в 920 году было создано большое киданьское письмо (из 1460 знаков, en:Khitan large script), и в конце года императорским указом было приказано обнародовать его и ввести в употребление. В 925 году Деле — младшему брату Абаоцзи — была поручена встреча уйгурских послов; он в короткий срок выучил уйгурский язык, а потом создал малое киданьское письмо (из 350 знаков). Автор "Истории народа киданей" Е Лун-ли считал, что в киданьском письме было свыше 3000 знаков, что не подтверждается известными сведениями о большом и малом письме.

## Смерть
Находясь в бохайской области Фуюйфу, недалеко от нынешнего Сыпина, Абаоцзи заболел. Утверждается, что смерть Абаоцзи сопровождалась чудесными знамениями: над его юртой упала звезда, люди видели, как огромный жёлтый дракон летал на городом и проник в юрту кагана. В день «белой змеи» первого осеннего месяца года красной собаки (6 сентября 926 года) Абаоцзи скончался в возрасте 55 (54 по европейском исчислению возраста) лет.
Главным лицом в государстве после смерти Абаоцзи стала его вдова Шулюй. Яогу с войсками усмирял восстания бохайцев и смог приехать только в следующем месяце. Также на похороны прибыл старший сын Абаоцзи — Жэньхуан-ван Туюй. Гроб с телом кагана отвезли в Верхнюю столицу и поставили там в северо-западном углу крепости. Посмертно он был он назван "Да-шэнь да-минь шэнь-ле тянь-ди", то есть «Император, вознёсшийся на Небо» и получил храмовый титул Тай-цзу, т. е. "Великий изначальный предок".
Елюй Дели встал на сторону Туюя и стал доказывать, что только старший сын должен быть наследником престола. Шулюй обвинила его в заговоре и арестовала. Он был подвергнут пыткам и казнён.
Гроб Абаоцзи был погребён на священной горе Муешань осенью следующего года (927), вокруг мавзолея была размещена стража. По традиции Шулюй должна была последовать за Абаоцзи и убить себя на могиле. Она отрубила себе руку и положила в гроб императора.

## Девизы правления
| Название  | Иероглифы | Пиньинь  | Годы    |
| --------- | --------- | -------- | ------- |
| Шэньцэ    | 神冊      | Shéncè   | 916—922 |
| Тяньцзань | 天贊      | Tiānzàn  | 922—926 |
| Тяньсянь  | 天顯      | Tiānxiǎn | 926     |

## Семья и дети

### Жёны
- Шулюй, императрица Интянь
- вторая жена

### Сыновья
Дети от Шулюй
- Елюй Туюй (р. 900 году), китайское имя — Бэй
- Елюй Яогу, китайское имя — Дэгуан
- Елюй Лиху, китайское имя — Хунгу

Дети от второй жены
- Елюй Ялиго

### Дочери
- Елюй Чжигу (от Шулюй)

### Братья
- Елюй Лагэ (Лаго)
- Елюй Дела
- Елюй Иньдиши
- Елюй Аньдуань
- Елюй Хэлу (871—918)
- Елюй Сала
- Елюй Делегэ (Шэлэ Або)
- Елюй Су